# Hồ sơ thần chết
Hồ sơ thần chết (tiếng Đức: Archiv des Todes) là bộ phim truyền hình của Cộng hòa Dân chủ Đức và Ba Lan hợp tác, sản xuất năm 1979, công chiếu năm 1980. Bộ phim đã được chiếu trên truyền hình nhiều lần tại Việt Nam.
Đạo diễn Rudi Kurz và diễn viên chính Jürgen Zartmann cũng là đạo diễn và diễn viên thủ vai chính phim Mặt trận không khoan nhượng hay còn dịch là "Cuộc chiến đấu một mất một còn" năm 1984 của Cộng hòa dân chủ Đức.

## Nội dung
Phim gồm 13 tập:
Tập 1: Truy bắt
Tháng 11 năm 1944, năm chiến sĩ thuộc lực lượng tình báo nhận nhiệm vụ xâm nhập vào lãnh thổ Ba Lan đang bị Đức quốc xã chiếm đóng. Chỉ huy của nhóm là George - Đảng viên Cộng sản Đức, và trung úy trinh sát Liên Xô Boris là 2 người được biết rõ về nhiệm vụ của nhóm. Những thành viên khác bao gồm Đại úy Ernst là người vốn từ bỏ quân đội Đức chạy sang với Hồng quân, Hainer - thành viên cũ của Đoàn Thanh niên Hitler, và Janek - du kích Ba Lan.
Họ được Đại tá tình báo quân sự Liên Xô giao nhiệm vụ phải tìm "Hồ sơ thần chết", có lẽ nằm ở một trong những mỏ gần Krakow. Hồ sơ này có chứa một số tài liệu tình báo rất quan trọng, và bao gồm kế hoạch xây dựng một mạng lưới ngầm của Đức Quốc xã trong thời kỳ sau chiến tranh. Chưa đến đích nhảy dù ở vị trí 20 km về phía nam Wielichka thì máy bay của họ trúng đạn cao xạ của đối phương và bị rơi. Năm chiến sĩ phải nhảy dù xuống trước đích đến chừng 30 km. George bị thương ở cánh tay trái và mất liên lạc với đồng đội.
Máy bay rơi, hai phi công tử nạn. Lực lượng quân đội Quốc xã tìm đến xác máy bay bị họ bắn hạ. Trong cuộc tìm kiếm do Đại úy Frenzel chỉ huy, Binh nhất Henselmann phát hiện trong tay người phi công đã chết cùng xác máy bay có một mẩu giấy nhỏ được xé nham nhở. Henselmann được lệnh về Sở chỉ huy nộp tang chứng thu được cho cấp trên.
4 người Boris, Ernst, Hainer và Janek đã gặp lại nhau trong một cánh rừng ở nam Bochnia và bàn cách hành động thì George một mình xoay xở ở một nơi cách đó vài cây số. Sau khi lẻn vào một trạm gác tàu hỏa kiếm được một liều thuốc giảm cơn đâu cánh tay bị thương, anh băng trở lại rừng để ẩn nấp vì biết mình đang bị truy nã. George bắt sống Henselmann đang trên đường trở về sở chỉ huy. Anh bắt Henselmann xuống hồ lấy cho mình bao hành lý quân trang của cả nhóm bị rơi từ máy bay và lấy quần áo, giấy tờ, mô tô của Henselmann. Trước khi được George tha đi bằng cách bơi qua dòng sông lạnh với đôi tay bị trói, Henselmann kịp giữ lại mảnh giấy đã lấy được trong tay viên phi công tử nạn ở hiện trường.
Trong vai Binh nhất Henselmann, George phóng xe cùng bao hành lý đi về phía Wielichka tìm đồng đội. Biết Henselmann sẽ trở về khai báo và mình sẽ bị phát hiện, đi nửa đường anh bỏ xe mô tô đi nhờ xe goòng của 2 lính Quốc xã đi tuần trên đường sắt. Vì vậy khi lính quốc xã bắt đầu truyền tin truy nã "tên binh nhất đi xe 3 bánh chở bao nặng" thì không tìm ra anh. Lại lợi dụng lúc 2 tay lính đi tuần sơ hở, George khống chế tước vũ khí, cướp xe goòng, đuổi 2 lính quốc xã chạy xa và tự mình đạp xe đi tiếp. Đang đi thì anh đụng tàu hỏa chở lính Quốc xã đi ngược lại.
Tập 2: Cái chết đe dọa khắp mọi nơi
George vội nhảy xuống lăn vào rừng ẩn nấp, còn xe goòng đâm vào tàu hỏa, lựu đạn trên xe goòng phát nổ khiến tàu phải dừng lại để tra xét. Trong lúc lộn xộn, George ôm bao hành lý lẻn lên 1 toa tàu ở cuối và đi lẫn vào hàng lính. Những người điều khiển tàu cho rằng bị du kích Ba Lan tấn công nên sau khi không tìm ra ai lại lên đường đi về phía Bochnia.
Tàu dừng lại ở ga. George xuống tàu đi lĩnh đồ ăn, anh để bao hành trang dưới một cột điện, chưa kịp tới giữ đồ thì có lính Quốc xã đi kiểm tra giấy tờ lệnh điều động. Anh không có lệnh điều động nên phải tìm cách trốn. Đúng lúc đó có một thương binh đứng tuổi đi đến chỗ cái bao và ngồi lên đó nghỉ khi lính kiểm tra đi đến. George chạy vội vào trạm y tế nhà ga và xin thuốc uống. Y tá thấy anh bị sốt cao nên chạy đi gọi bác sĩ. Trong khi bác sĩ chưa kịp tới thì lệnh truy nã anh truyền đến trạm y tế. Người ta nhận dạng ra anh và gọi lính quốc xã vào bắt anh. Nhưng khi xông vào buồng thì anh đã trèo qua cửa sổ, nhờ mấy người lính bên ngoài đỡ ra với lý do "nhớ nhà muốn trốn viện". George làm quen với người thương binh đã ngồi lên cái bao của anh và ngồi cùng ông này trên tàu. Tàu chuyển bánh khiến những người phát hiện ra anh không kịp truy đuổi.
Tàu đi ngược lại, về phía điểm tập kết của George và các đồng đội. George hiểu rằng anh phải xuống tàu ở khu vực gần Wielichka để tìm họ. Nhân lúc người thương binh mới quen ngủ gà gật, George ôm bao hành trang, mở cửa tàu lao xuống. Chỗ anh xuống là đầm lầy. George đi sâu vào trong đầm lầy để trốn. Vì vết thương sưng tấy, George dần dần kiệt sức. Anh kiếm chỗ neo bao hành trang rồi cố lết đến một chỗ cạn nằm gục xuống.
Từ khi George chưa xuống tàu, anh đã bị quân Quốc xã dưới quyền chỉ huy của Thiếu tá Zirrgiebel truy nã gắt gao quanh những nơi anh từng đi qua. Các đồng đội của George cũng bắt đầu hành động. Tận dụng sự sơ hở của một đồn lính Quốc xã chỉ còn vài người trực, họ chia làm 2 nhóm tấn công. Ernst và Janek lừa giết 2 lính Quốc xã đi tuần, lấy trang phục giả làm lính canh ở trạm. trong khi đó Boris và Heiner cũng đột nhập vào đồn bắt sống 2 lính còn lại, bắt giao nộp hết vũ khí trong đồn.
Thượng úy Haze theo lệnh đi tuần để truyền lệnh truy nã "tên Binh nhất mang bao nặng" tới đồn, bị Ernst và Janek lừa vào đồn và bị Boris cùng Heiner khống chế. Qua khai thác thông tin của Haze và những cú điện truyền lệnh từ trạm chỉ huy đến, họ được biết George còn sống và đang bị truy nã trong khu vực đầm lầy. Họ quyết định hành động đánh lạc hướng quân Quốc xã để cứu George. Họ khống chế bắt Haze cộng tác điều động quân Quốc xã tản bớt đi để hành động. Boris dùng chiếc xe mô tô 3 bánh do Haze điều đến, chất đầy vũ khí và chở theo cái bao, đóng làm George. Anh phóng xe qua chỗ thiếu tá Zirrgiebel đóng quân, tung vài quả lựu đạn rồi chạy. Zirrgiebel trúng mảnh đạn bị thương, Đại úy Frenzel thấy Boris bỏ chạy tưởng đó là kẻ cần truy nã, bèn truyền lệnh rút quân khỏi đầm lầy, cùng nhau đuổi theo kẻ ném lựu đạn. Nhờ vậy George được thoát.
Boris rút êm về chỗ các đồng đội đang khống chế Haze trong rừng. Họ lần lượt rút và thả Haze như giao hẹn. Nhưng Haze biết mình không thể thoát án kỷ luật vì đã giúp kẻ thù nên đã tự sát.
1. Tập 3: Mất dấu vết
2. Tập 4: Bức điện tín lạ
3. Tập 5: Người chết không thể nói được
4. Tập 6: Những bóng ma ở Hollentale
5. Tập 7: Hoàng ngọc
6. Tập 8: Tín hiệu từ khe núi
7. Tập 9: Chạy đua với thời gian
8. Tập 10: Người chết trong mỏ muối
9. Tập 11: Ngôi mộ trong mỏ
10. Tập 12: Thợ ảnh giả mạo
11. Tập 13: Mật khẩu "Pilat"

## Diễn viên
- Jürgen Zartmann... George (13 tập, 1980)
- Gojko Mitic... Boris (13 tập, 1980)
- Gerd Blahuschek... Đại úy Ernst (12 tập, 1980)
- Leon Niemczyk... Janek (13 tập, 1980)
- Krzysztof Stroinski... Heiner (13 tập, 1980)
- Alfred Struwe... Đại tá Hauk (13 tập, 1980)
- Hannjo Hasse... Thiếu tá Zirrgiebel (11 tập, 1980)
- Harald Warmbrunn... Đại úy Frenzel (11 tập, 1980)
- Joachim Tomaschewsky... Trung úy Beisel (8 tập, 1980)
- Renate Blume... Trung sĩ Renate Wiesner (8 tập, 1980)
- Angel Stojanov... Marek Wonzinski (8 tập, 1980)
- Barbara Brylska... Hanka (7 tập, 1980)
- Ulrich Voß... Trung tá Flint (6 tập, 1980)
- Helmut Schellhardt... Binh nhất Henselmann (6 tập, 1980)
- Horst Schulze: Giáo sư Laue (3 tập, 1980)